# Дім молитви Християн Віри Євангельської «Голгофа»
Дім молитви Християн Віри Євангельської «Голгофа» — культова споруда ХВЄ (п'ятидесятники), що розташована на вулиці Михайла Гориня, 2а у Львові.

## Історія
Рішення про спорудження комплексу, який би складався з дому молитви та інтегрованого у нього богословського навчального закладу, було прийняте Львівською церквою ХВЄ «Віфанія» наприкінці 1980-х років. Воно було підтримане Львівською міською радою, яка надала для будівництва земельну ділянку поряд з лісопарком «Зубра» у житловому масиві Сихів.
Спорудження відбувалося протягом 1990—2006 років за сприяння діаспори. Урочисте відкриття відбулося 21 жовтня 2012 року. На сьогодні будівля молитовного дому та семінарії є одним з найбільших духовних закладів західного регіону України. Проєкт молитовного дому розробили архітектори Іван Коваленко та Григорій Калінін.

## Архітектура
Пуристична геометрія споруди гармонійно поєднується з типовою забудовою району. Три великі об'єми, сполучені між собою та розташовані на квадратному плані, сторона якого дорівнює 47 м, формують простір залу для проведення урочистостей і молебнів. Конструкція фасаду з динамічними вертикальними ребрами, проміжки між якими заповнені склом, візуально збільшує простір молитовного залу, забезпечує достатньою кількістю природного освітлення та візуальним зв'язком із лісопарковою зоною. Зал може вмістити одночасно близько 2000 людей. Головний вхід храму, підкреслений тектонікою споруди, орієнтований на схід по осі бульвару. Динамічний об'єм будівлі, який виростає з зеленого масиву, є важливим орієнтиром.
Як уже було зазначено, у будівлю молитовного дому також інтегровані приміщення богословського навчального закладу: адміністративні приміщення, викладацькі кімнати, 5 навчальних аудиторій, зал для служінь, комп'ютерний клас, бібліотека з читальним залом. Також у будівлі передбачено гуртожиток, який одночасно може вмістити до 100 семінаристів, кафетерій, спортивний зал, кімната для відпочинку, пральня

## Світлини

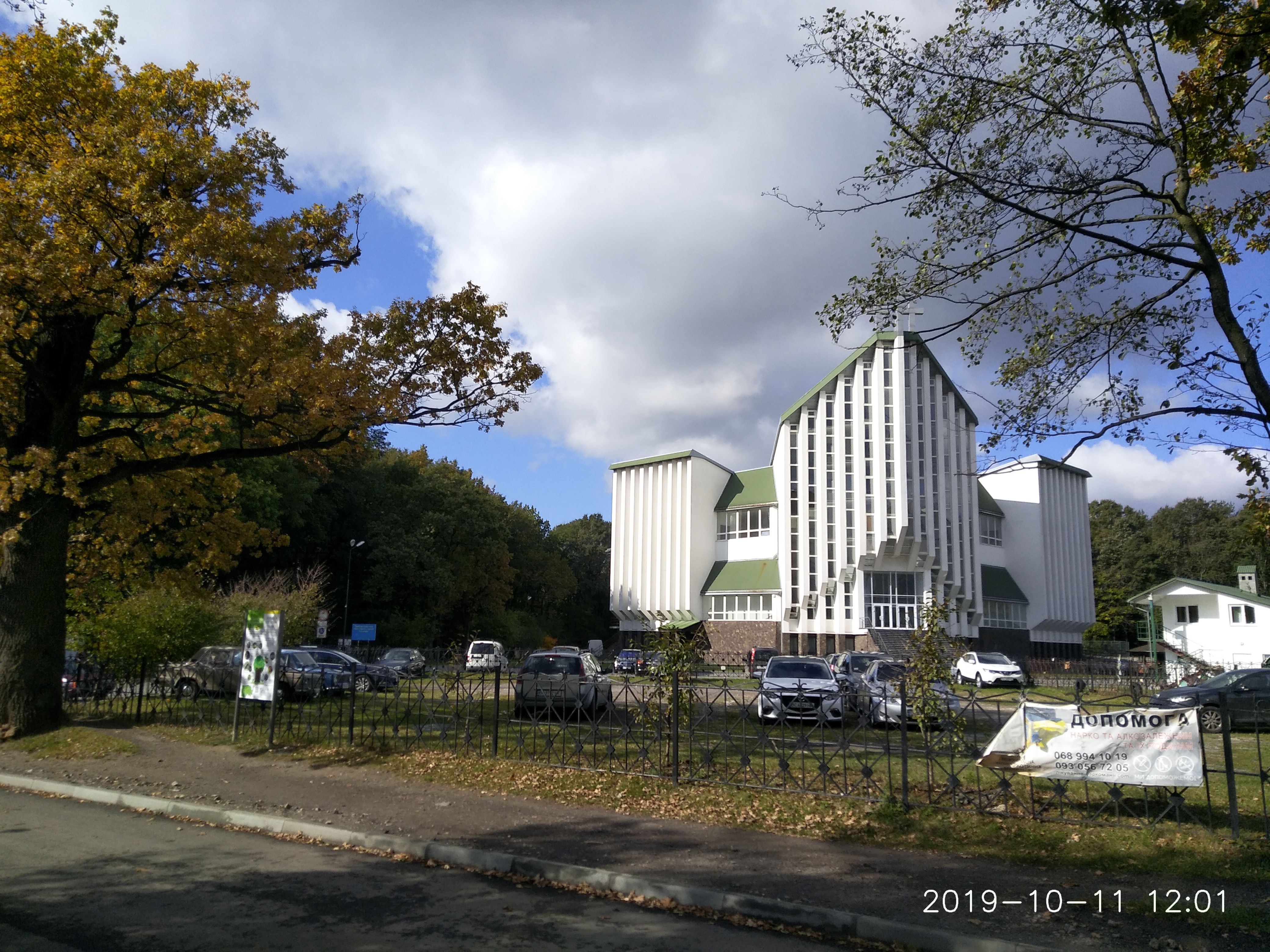
Молитовний дім Християн Віри Євангельської «Голгофа» (2019)
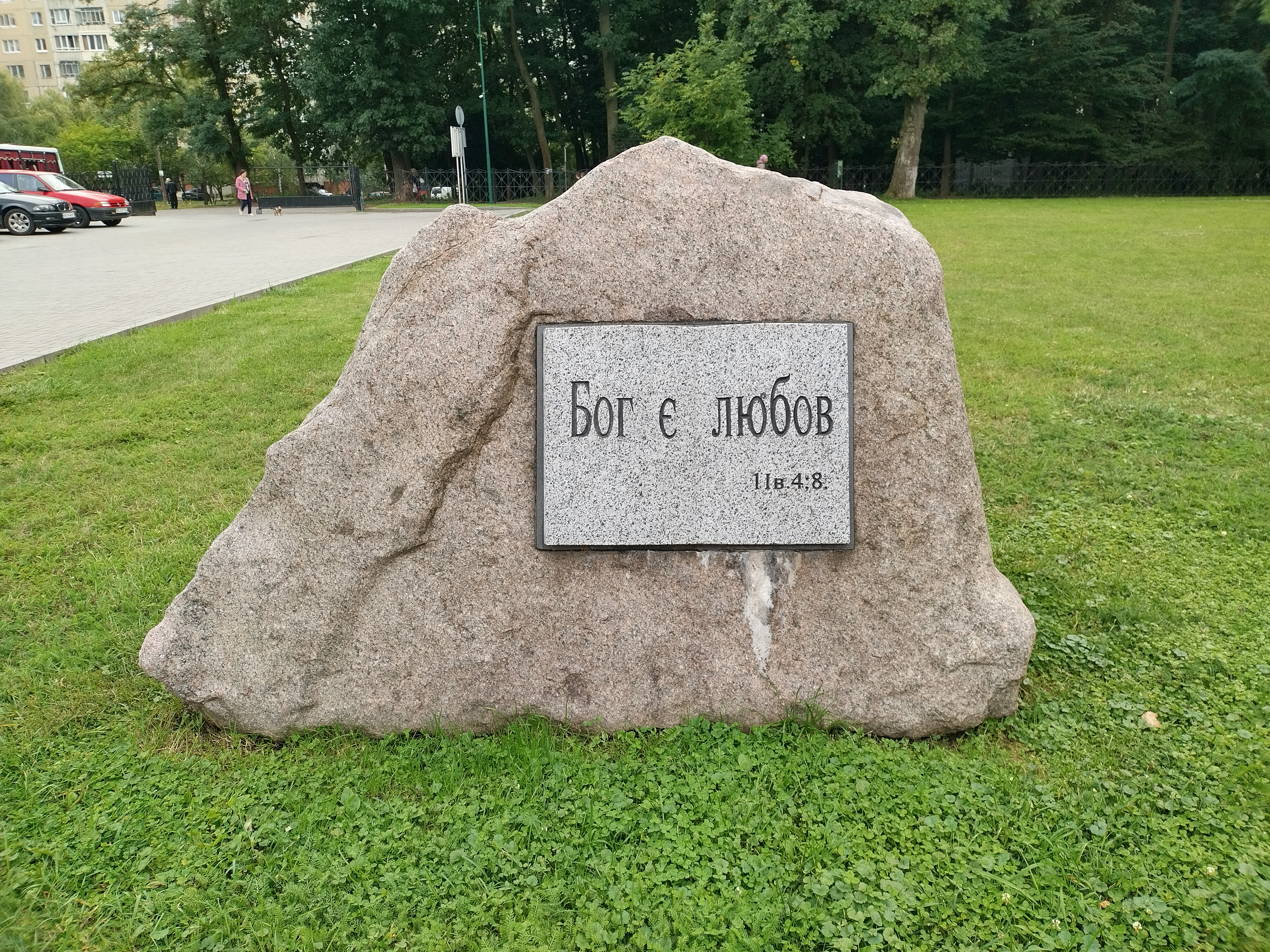
Камінь з цитатою з "Біблії" біля входу